# Purkavaara
Purkavaara är en kulle i Finland.   Den ligger i den ekonomiska regionen  Östra Lapplands ekonomiska region  och landskapet Lappland, i den norra delen av landet, 800 km norr om huvudstaden Helsingfors. Toppen på Purkavaara är 410 meter över havet, eller 169 meter över den omgivande terrängen. Bredden vid basen är 2,5 km.
Terrängen runt Purkavaara är platt åt nordost, men åt sydväst är den kuperad. Trakten runt Purkavaara är nära nog obefolkad, med mindre än två invånare per kvadratkilometer. Det finns inga samhällen i närheten. 